# Neoprimitivismus

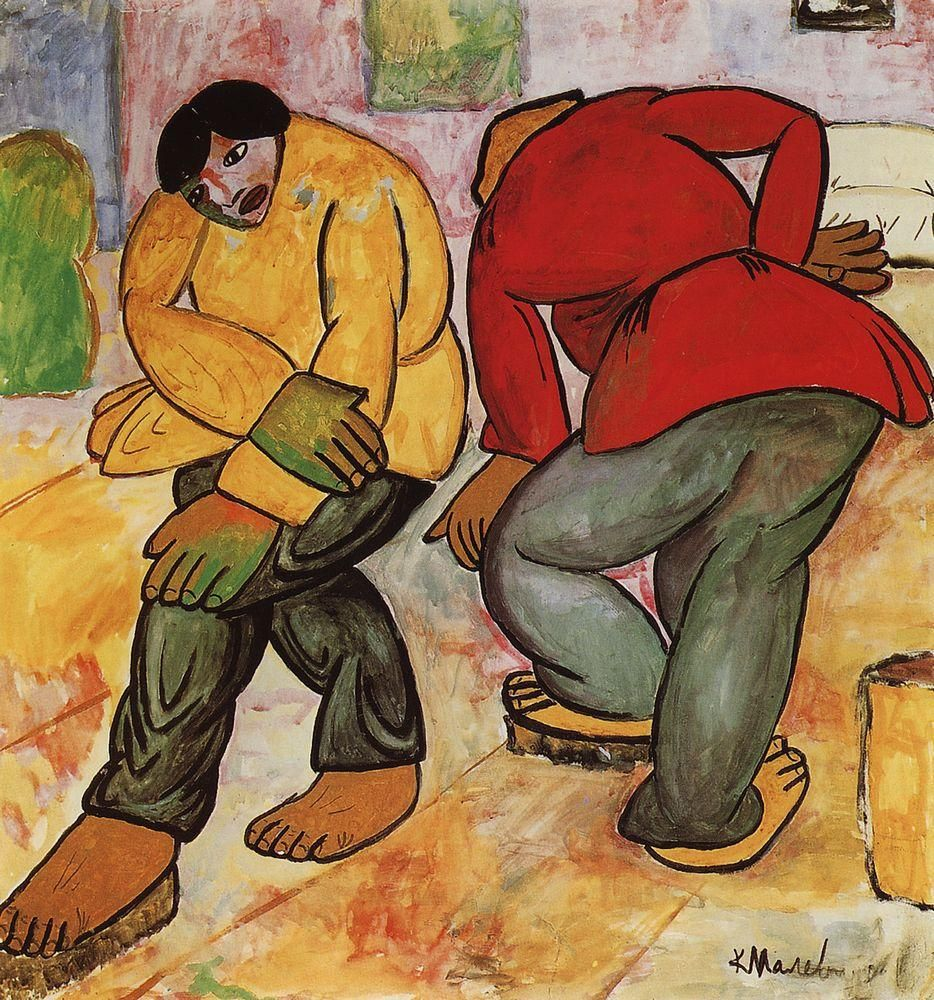
Dielenbohnerer (1910/1911), Kasimir Malewitsch

Neoprimitivismus bezeichnet eine Bewegung der russischen Avantgarde, der sich eine recht große Zahl russischer Künstler anschlossen.
Der Neoprimitivismus entstand aus einer Begeisterung für die naive Kunst der „Primitiven“ zu Beginn des 20. Jahrhunderts. Die Bezeichnung stammt aus dem Titel einer Broschüre von Alexander Schewtschenko Der Neoprimitivismus. Seine Theorie. Seine Möglichkeiten. Seine Erfolge. aus dem Jahr 1913.
Wladimir Markow, einer der russischen Künstler und Theoretiker, hatte eine Beschreibung der ozeanischen Kunst
und danach, mit einer Verzögerung auf Grund seines frühen Todes, auch Beschreibung der afrikanischen Kunst veröffentlicht.
Ziel des Neoprimitivismus war es, der Kunst der Folklore einen anderen Sinn zu geben und ihn mit den Formen des Expressionismus zu vereinen.
Eine der wichtigsten Vertreterinnen des Neoprimitivismus ist Natalija Gontscharowa mit ihrem Einfluss auf Larionow. Aber auch Künstler wie Kasimir Malewitsch und Olga Rosanowa schlossen sich eine Zeit lang dieser Kunstrichtung an. Sie war eine fortwährende Quelle für Pawel Filonow.
Zur primären Inspiration aus der intensiven Auseinandersetzung mit Ikone und Lubok kamen später auch Gegenstände der ländlichen und städtischen Volkskunst, von den Spielkarten bis zu den Ladenschildern, hinzu. 1913 wurde eine Gruppenausstellung Zielscheibe von Michail Larionow organisiert, welche als eine Zusammenfassung der Ideen und Ideale dieser Bewegung betrachtet werden kann. Darin wurden nicht nur primitive Werke von bereits bekannten Künstlern wie Jahreszeiten von Larionow, der kaukasische Zyklus von Niko Pirosmani und Michail Le Dantju oder Morgen auf dem Lande nach dem Schneefall von Malewitsch gezeigt, sondern auch Zeichnungen von Kindern (aus der Sammlung Schewtschenkos), Schilder von örtlichen Handwerkern und anonyme Bilder von Dilettanten.